# 中村隆文
中村 隆文（なかむら たかふみ、1974年 - ）は、日本の哲学者。神奈川大学国際日本学部日本文化学科教授。

## 略歴
長崎県生まれ。長崎県立西陵高校卒業後、千葉大学文学部行動科学科へ進学し、その後、千葉大学大学院文学研究科（修士課程）、および同大学院社会文化科学研究科（博士課程）を修了（博士（文学））。
2009年より鹿児島工業高等専門学校一般教育科（文系）講師（2012年より准教授）
2014年より釧路公立大学経済学部准教授
2019年より神奈川大学外国語学部准教授
2020年より神奈川大学国際日本学部教授（現在に至る）

## 研究
18世紀のデイヴィッド・ヒュームの思想をベースとしながら、近現代の認識論・道徳心理学・正義論を取り扱っている。昨今は、人間の合理性の限界や感情の意義について多角度的に考察しつつ、行動経済学やリベラリズム研究、組織論などを包摂した学際的な研究に携わっているほか、比較思想史やスコットランド文化にも言及するなど、その関心は多岐にわたる。

## 著書
- 『不合理性の哲学――利己的なわれわれはなぜ協調できるのか――』（みすず書房　2015年）
- 『カラスと亀と死刑囚――パラドックスからはじめる哲学――』（ナカニシヤ出版 　2016年）
- 『自信過剰な私たち――自分を知るための哲学――』（ナカニシヤ出版 　2017年）
- 『「正しさ」の理由――「なぜそうべきなのか？」を考えるための倫理学入門――』（ナカニシヤ出版 　2018年）
- 『リベラリズムの系譜学――法の支配と民主主義は「自由」に何をもたらすか――』（みすず書房　2019年）
- 『世界がわかる比較思想史入門』（筑摩書房　2021年）
- 『スコッチウイスキーの薫香をたどって――琥珀色の向こう側にみえるスコットランド――』（晃洋書房　2021年）
- 『組織マネジメントの社会哲学――ビジネスにおける合理性を問い直す――』（ナカニシヤ出版　2022年）
- 『物語　スコットランドの歴史』（中央公論新社　2022年）
- 『なぜあの人と分かり合えないのか――分断を乗り越える公共哲学――』（講談社選書メチエ　2024年）